# Micaria mexicana
Espèce
Micaria mexicana est une espèce d'araignées aranéomorphes de la famille des Gnaphosidae.

## Distribution
Cette espèce est endémique du Mexique. Elle se rencontre en Oaxaca et au Coahuila.

## Description
Le mâle holotype mesure 4,74 mm et les femelles de 3,96 à 4,21 mm.

## Étymologie
Son nom d'espèce lui a été donné en référence au lieu de sa découverte, le Mexique.

## Publication originale
- Platnick & Shadab, 1986 : A revision of the American spiders of the genus Micaria (Araneae, Gnaphosidae). American Museum novitates, no 2916, p. 1-64 (texte intégral).